# تيم كيركباي
تيم كيركباي (بالإنجليزية: Tim Kirkby)‏ هو منتج أفلام وكاتب سيناريو ومخرج بريطاني، ولد في 1970 في Sidcup ‏ في المملكة المتحدة.

## وصلات خارجية
- تيم كيركباي على موقع IMDb (الإنجليزية)
- تيم كيركباي على موقع قاعدة بيانات الفيلم (الإنجليزية)